# Элиствереский парк
Элиствереский парк — природный парк в Эстонии, в уезде Йыгевамаа, в волости Табивере на берегу озера Элиствере. Представляет собой зоологический парк с условиями, максимально приближёнными к природным. Создан в 1997 году. Обитают представители эстонской фауны млекопитающих и птиц: европейские бизоны, косули, медведи, рыси, лисицы и др.
Сам парк появился в конце XVIII — начале XIX веков и не утратил своей привлекательности до сего дня. Отличается разнообразием флоры.
В парке расположен ряд исследовательских учреждений.